# Hombres de trono

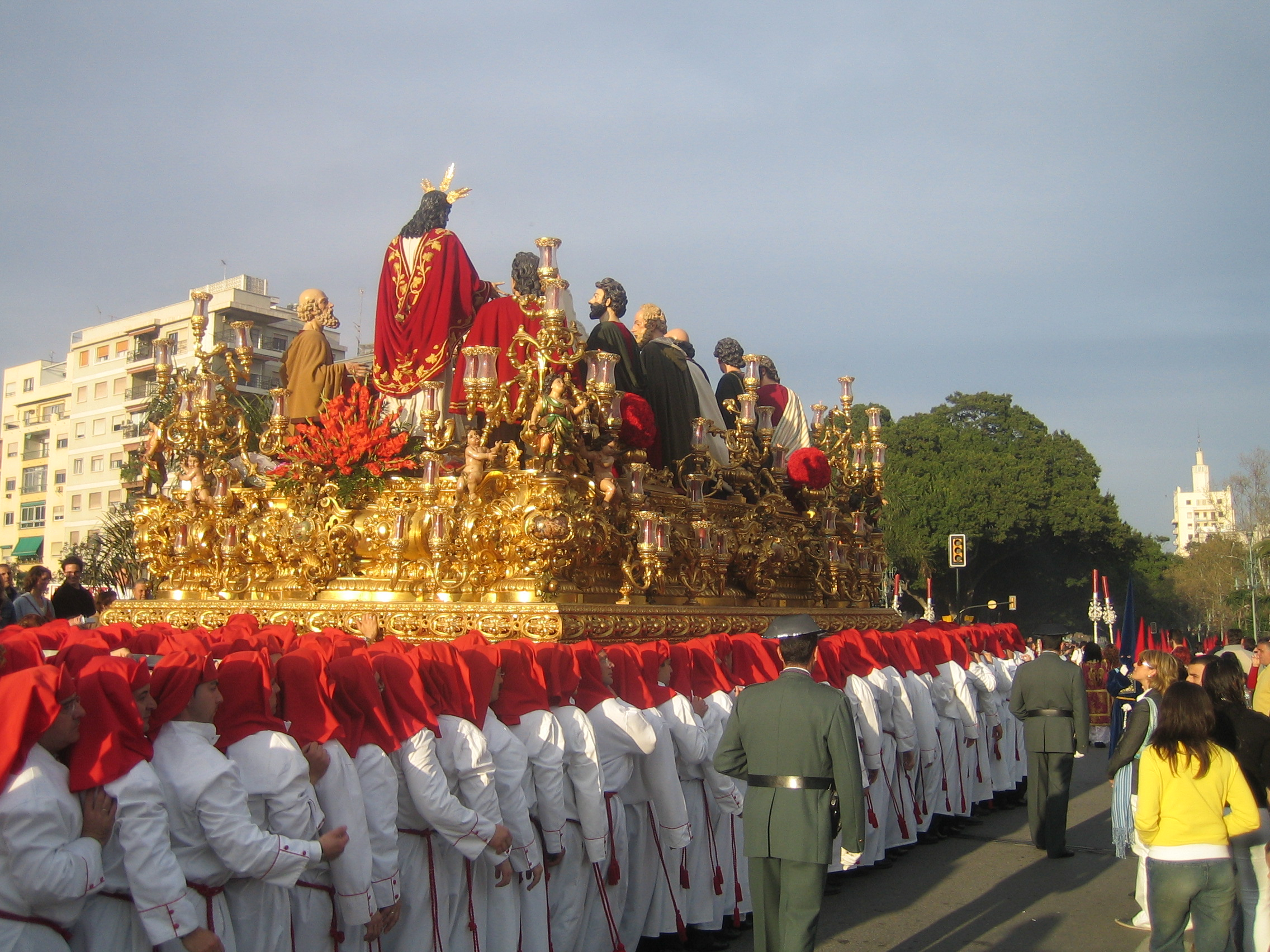
Hombres de trono en Málaga portando la Santa Cena.

Hombres de trono es la denominación usada en la ciudad de Málaga para designar a quienes cargan las imágenes en las procesiones religiosas desde el exterior del trono (o plataforma sobre la que van elevadas) sosteniendo un varal con uno de sus hombros. El trono lleva al menos un varal en corrido bajo cada uno de sus dos costeros, más un posible número adicional de varales sobresaliendo de la delantera y la trasera (y que pueden continuar bajo el trono) en cuantía directamente proporcional al peso total del conjunto.
En otras zonas geográficas de España son otros los modos de llamar a aquellos que desempeñan esta misma labor. Por ejemplo, el mismo tipo de portadores de imágenes procesionales es denominado en Abarán, Cieza, Jumilla y Torredonjimeno como anderos, en Archidona como horquilleros, en Antequera como hermanacos, en Tobarra como agarraores, en Campillos como sayones, en Cartagena como portapasos, en León y Pozoblanco como braceros, en Lucena como santeros, en Luque como cuadrilleros, en Murcia como estantes y en Zamora como hermanos de paso o cargadores.
En Salamanca y Cáceres, este mismo tipo de portadores (que cargan las andas con un solo hombro) ha sido el tradicional y mayoritario de ambas ciudades bajo la denominación de hermanos de carga. No obstante, en 2009 aparecieron los primeros pasos a costaleros en la ciudad extremeña, mientras que en Salamanca lo hicieron en 2012.

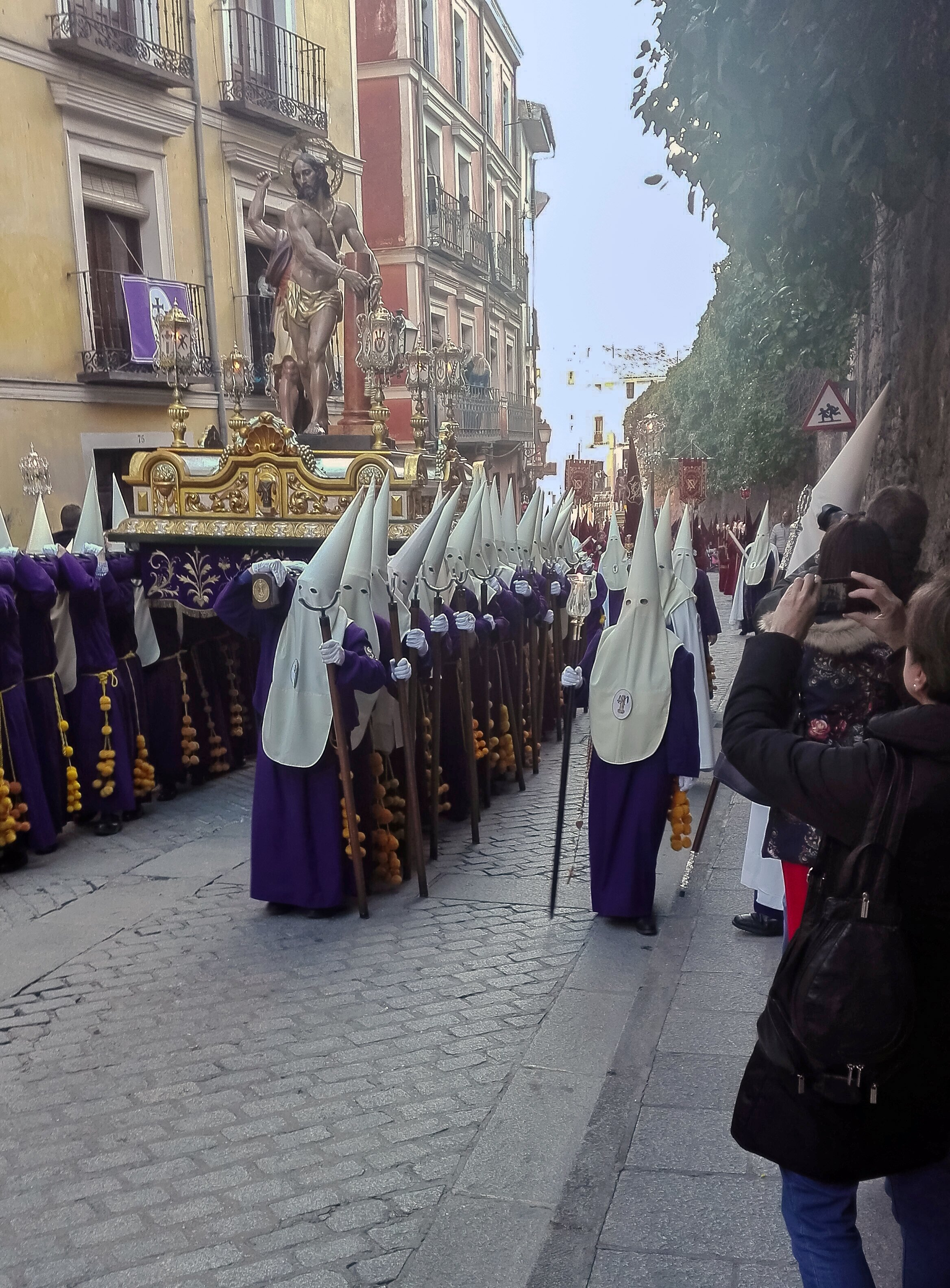
Jesús amarrado a la columna. Procesión del Jueves Santo. Cuenca

Por su parte, en la Semana Santa de Cuenca las personas que desempeñan esta misma función son denominados banceros. Los mismos también cargan los pasos (comúnmente denominados andas) desde el exterior con un solo hombro, ayudándose de una horquilla o guizque que portan en la mano contraria. Las varas longitudinales de madera que descansan directamente sobre el hombro del bancero se denominan banzos (cuyo número es directamente proporcional al peso de cada paso). La complicada orografía de la ciudad de Cuenca (en especial de su casco antiguo) haría imposible a los costaleros llevar un paso por sus calles. En cualquier caso, los banceros y su peculiar forma de llevar los pasos, son parte integral de la Semana Santa de esta ciudad. La misma incluye los conocidos como "bailes" que ejecutan los banceros con las imágenes, a las cuales balancean con los hombros arriba y abajo, mientras se mueven hacia delante y hacia atrás en consonancia con la marcha procesional que se interprete. En este mismo sentido, la peculiar velocidad con la cual los banceros llevan las imágenes obliga a variar el tempo con el que las marchas procesionales deben ser interpretadas.